# Trongsa (dystrykt)
Trongsa (czasami wymawiany Tongsa, nazwa w dżongkha ཀྲོང་གསར་རྫོང་ཁག, oznacza nowa wieś) – siedemnasty z dwudziestu dystryktów Bhutanu. Jest położony w centralnej części kraju, graniczy z: na południu z dystryktem Sarpang, na wschodzie z dystryktem Żemgang, na północy z dystryktem Bumtʽang, a na zachodzie z dystryktem Wangdü Pʽodrang. Stolicą tego dystryktu jest Trongsa Dzong.
Zajmuje on powierzchnię 1807 km², w 2017 zamieszkiwało go ok. 20 tys. osób.
Główną atrakcję turystyczną stanowi klasztor (dzong) Trongsa.
Administracyjnie dystrykt Trongsa (Tongsa) dzieli się na pięć "bloków" (gewog)::
- gewog Dragteng,
- gewog Korphu,
- gewog Langthil,
- gewog Nubi,
- gewog Tangsibji.

Trongsa (dystrykt)
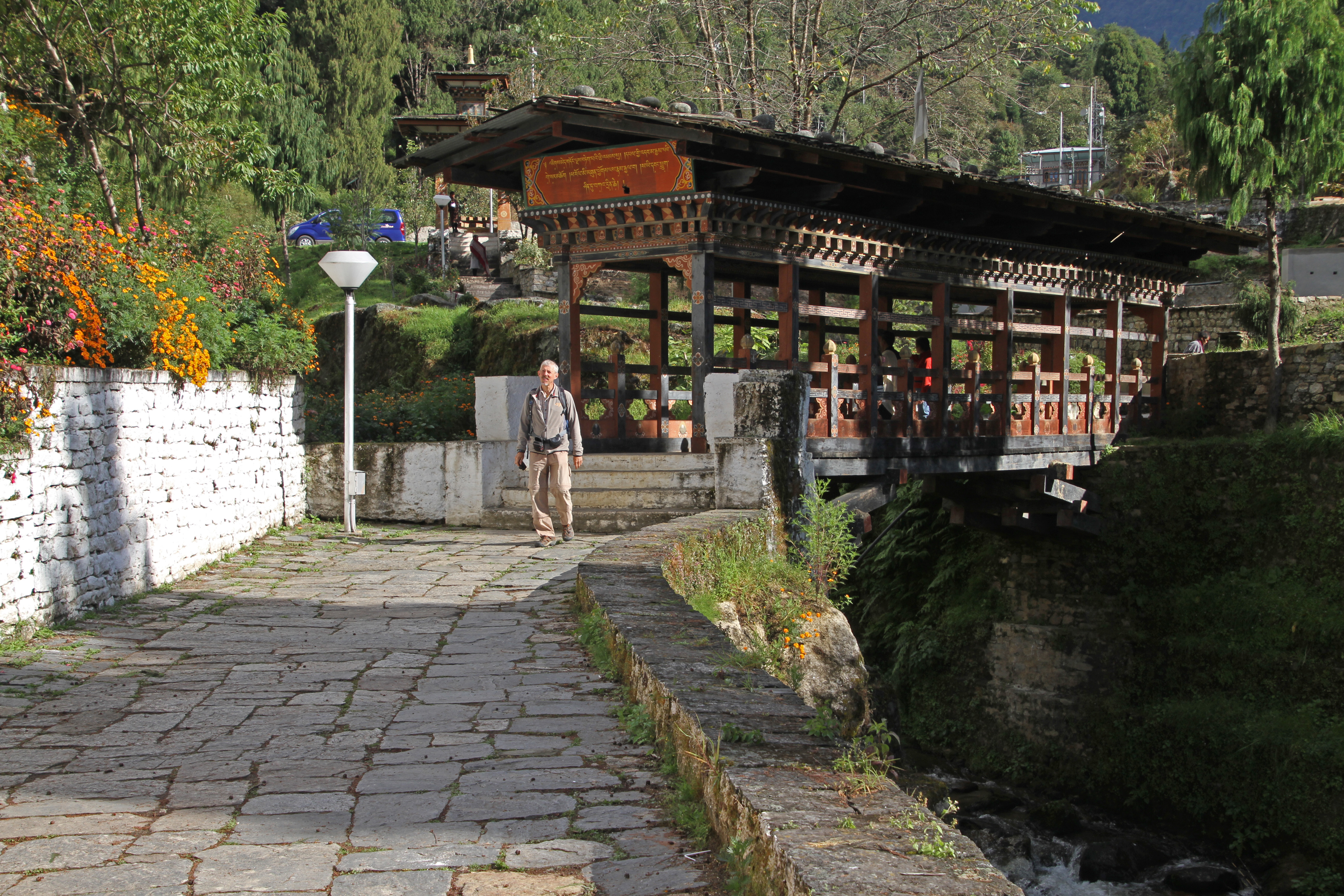
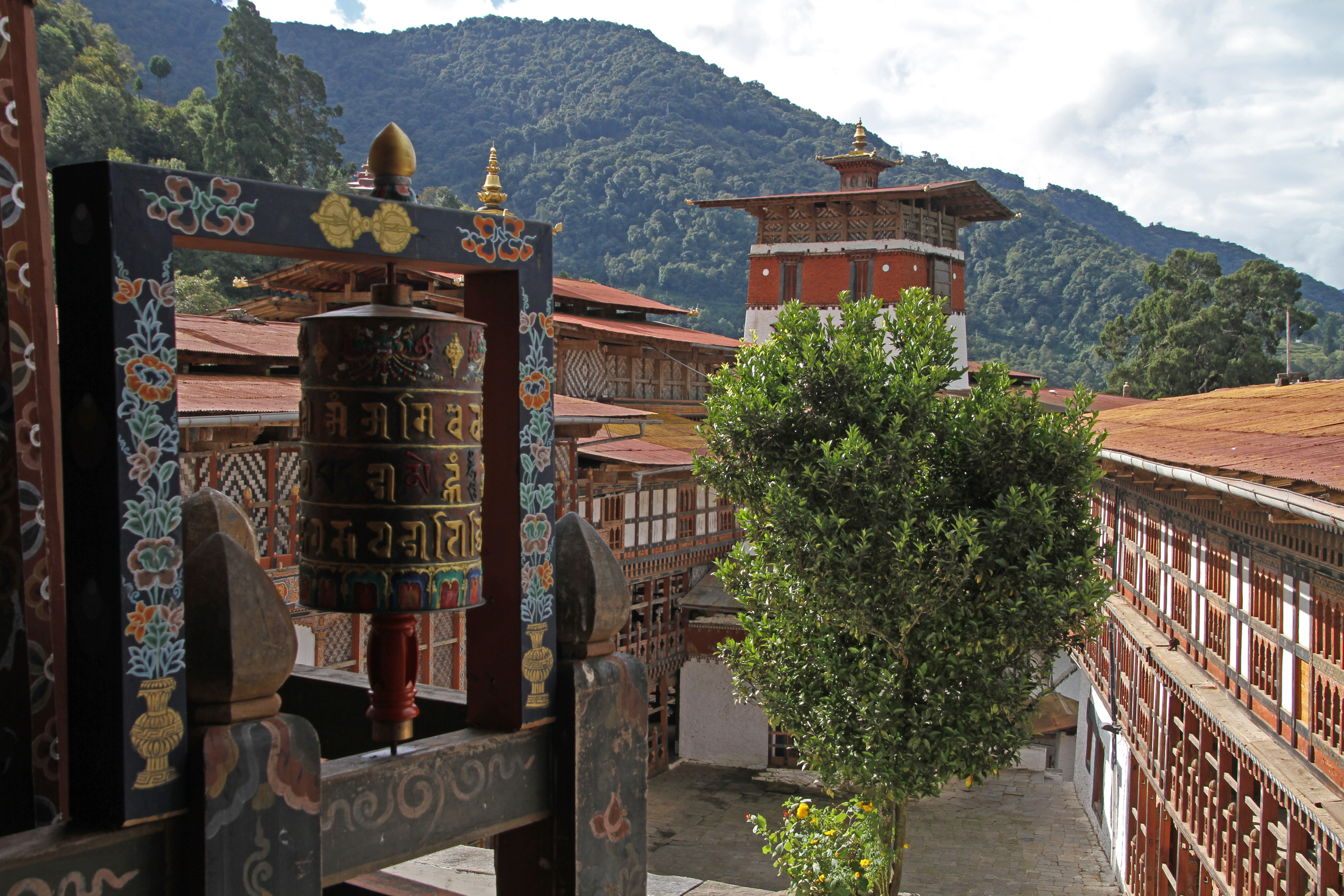
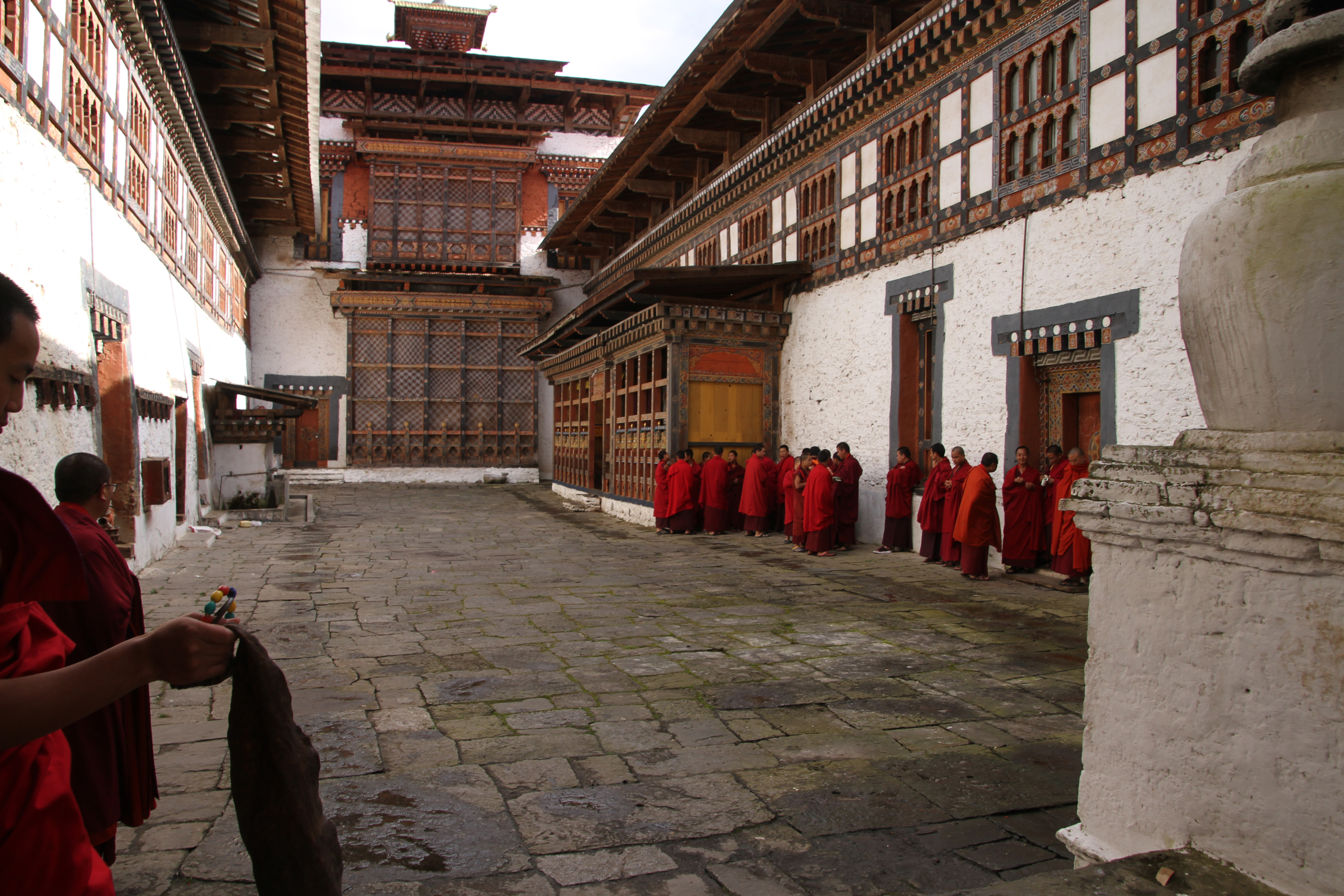
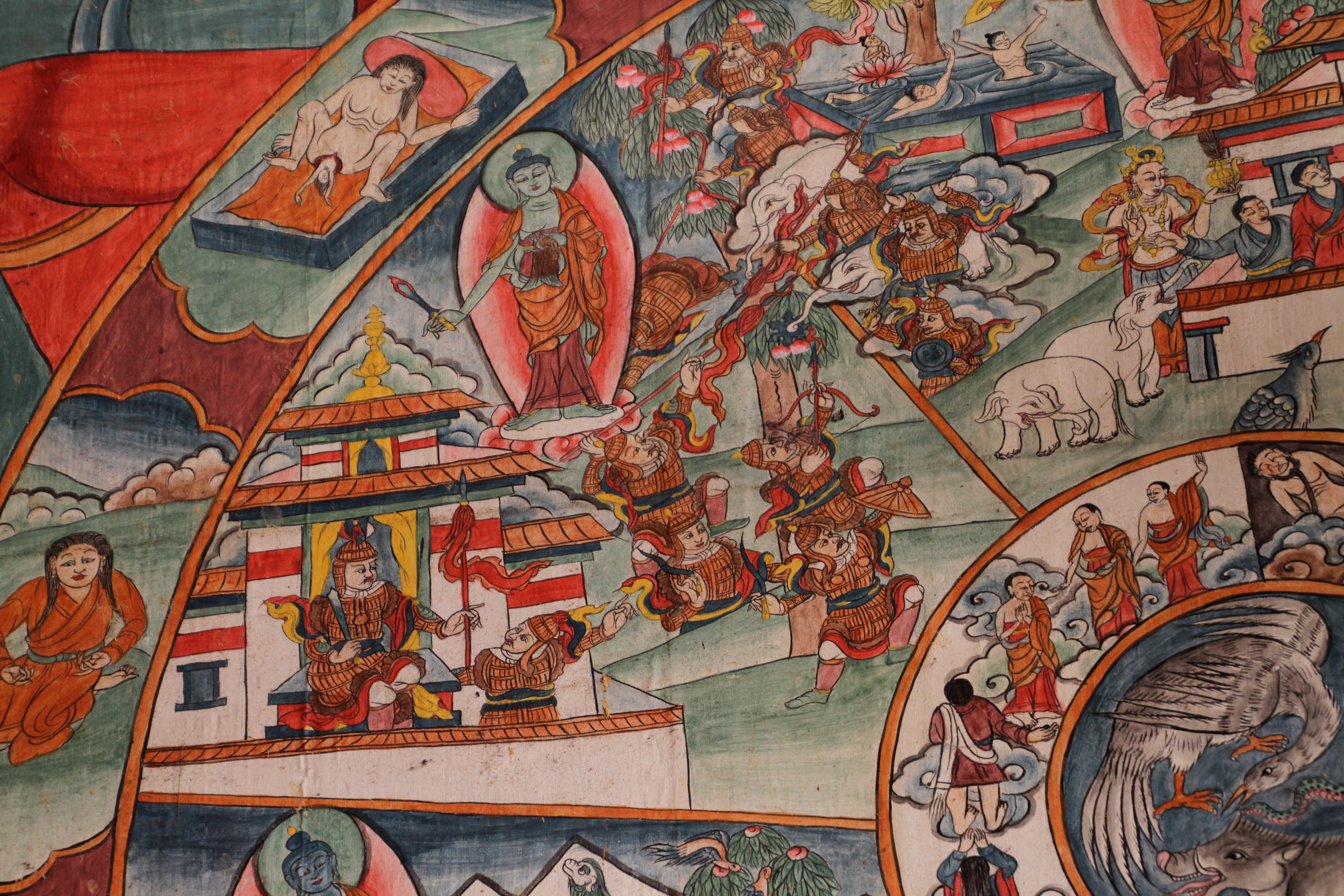
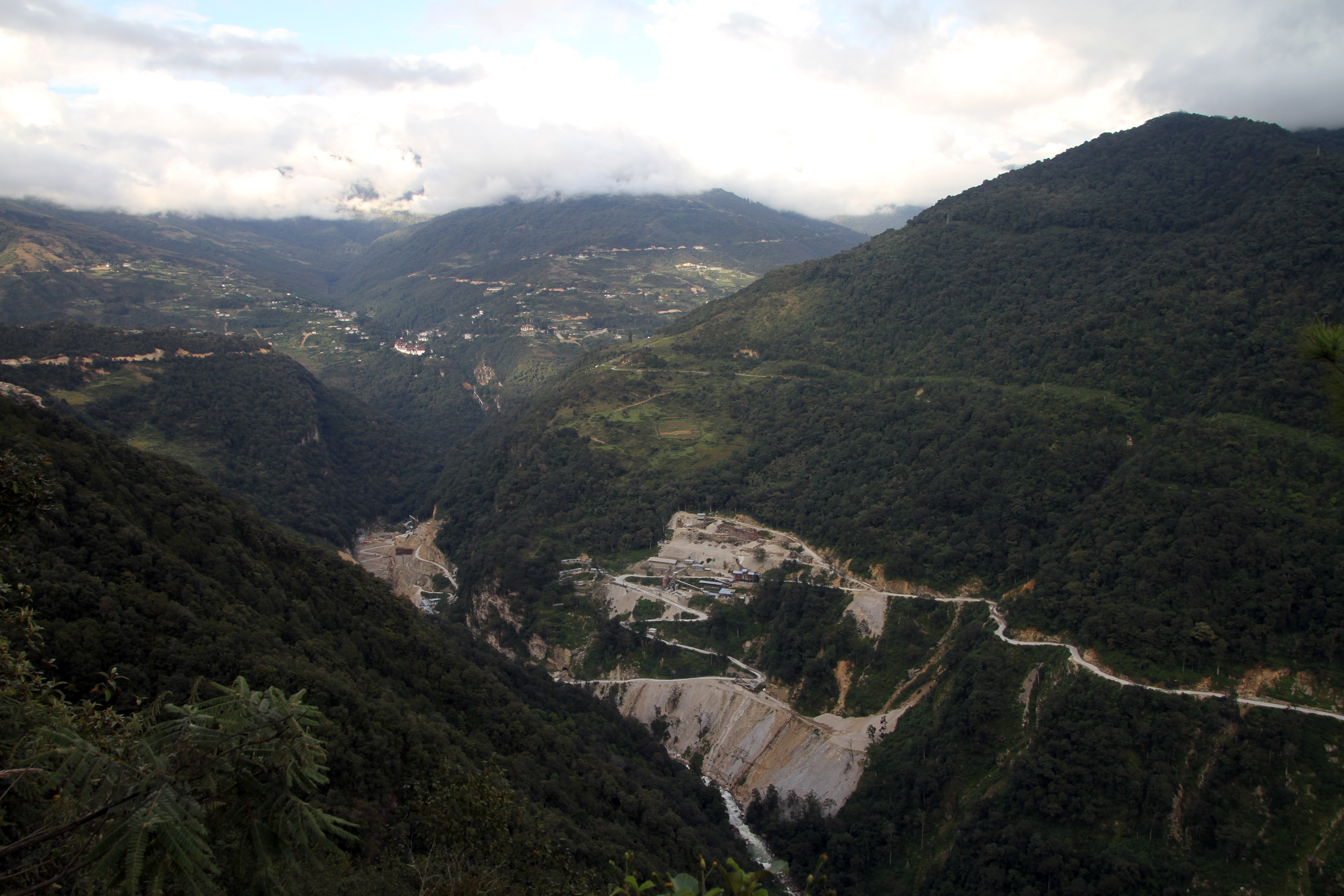
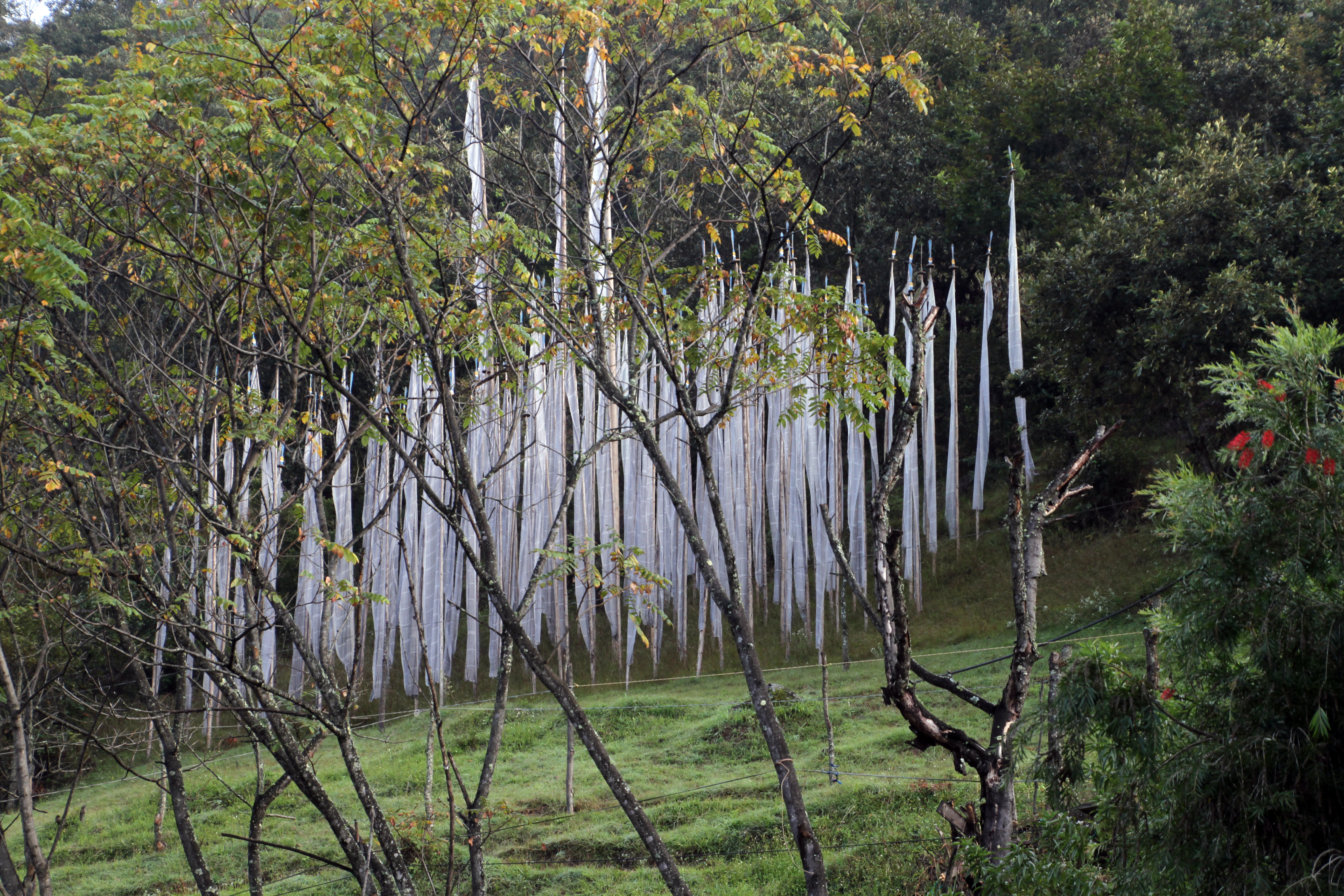